# Nora Fingscheidt
Nora Fingscheidt (Brunswick, 17 de febrero de 1983) es una directora de cine y guionista alemana.  Desde 2011, ha sido invitada varias veces a competir en el festival de cine Premio Max Ophüls por sus cortometrajes. En 2017 ganó allí el premio principal por su documental Ohne diese Welt. Su primer largometraje, Systemsprenger, recibió el premio Alfred Bauer en la Berlinale de 2019, al que siguieron ocho premios del Deutscher Filmpreis  y varios premios de cine en festivales internacionales.

## Biografía

### Formación y primeros contactos con el cine.
Nora Fingscheidt asistió a escuelas en Brunswick y Argentina. Desde 2003 vivió en Berlín y participó como miembro de la junta directiva en la creación de la escuela de cine autoorganizada filmArche eV. Bajo el paraguas de la asociación, Fingscheidt comenzó a realizar sus propios cortometrajes como directora, incluida la película de 15 minutos Objet trouvé (2005) con Katharina Bellena y Jaron Löwenberg en los papeles principales.   También participó en la red europea de cine juvenil NISI MASA y fue responsable de la ejecución de varios proyectos internacionales de cine juvenil.  Al mismo tiempo, Fingscheidt completó su formación como profesora de actuación, participó como directora de producción en los cortometrajes Lichtblick (2007, dirección de Lars Jandel y Tom Zenker) y Personenschaden (2009, dirección de Dustin Loose ) y también trabajó como asistente de dirección en el documental Schöne blonde Augen (2009, dirigido por Simon Brückner y Anna Reinking) y en el cortometraje de filmArche Das Ende der Kindheit (2008) de Vanessa Gräfingholt. También trabajó durante un tiempo en el departamento de protocolo del Festival Internacional de Cine de Berlín. 

### Estudio de  dirección e invitación al festival de cine del Premio Max Ophüls.
De 2008 a 2017, Fingscheidt estudió dirección escénica en la Academia de Cine de Baden-Württemberg.   En el segundo año de estudios realizó el cortometraje Synkope (2010), del que también participó en el guion junto con Carl Gerber. La obra de 24 minutos trata sobre un padre (interpretado por Peter Benedict ) que organiza la fiesta de compromiso de su hija y en el proceso reabre viejas heridas cuandose encuentra con su exesposa y su pareja. Synkope fue invitado a competir en el festival de cine Premio Max Ophüls, recibió una nominación al Premio Alemán de Cortometraje en 2011 y una mención de honor en el Festival de Cine de Dresde en 2012. Fingscheidt recibió otra invitación al festival de cine Premio Max Ophüls por el cortometraje Zwischen den Zeilen (2011). La película de nueve minutos está ambientada en la Hungría de 1946 y trata sobre un policía húngaro que, bajo presión del Estado, tiene que expulsar a su padre adoptivo húngaro-alemán y a su familia de la granja.
En 2012, Fingscheidt participó en el programa Berlinale Talents y en un intercambio con la Universidad de California en Los Ángeles (UCLA).  En 2013 estrenó el largometraje de 45 minutos Brüderlein, con Leonie Benesch y Stefan Rudolf en los papeles principales. La historia de dos medios hermanos que se encuentran en una pequeña península del Mar del Norte tras la muerte de su padre le valió a Fingscheidt su tercera invitación al festival de cine del Premio Max Ophüls. Luego se dedicó a los documentales con Boulevard's End y Das Haus neben den Gleisen (ambos de 2014). Mientras que Boulevard's End, de 15 minutos de duración, trata sobre el Venice Pier en Venice Beach, Estados Unidos, realizó Das Haus neben den Gleisen junto con Simone Gaul. La película de 72 minutos observa la vida cotidiana en una pensión de Stuttgart, una casar para mujeres sin hogar.

### Éxitos con „Ohne diese Welt“ und „Systemsprenger“
Para el cortometraje Die Lizenz (2016), Fingscheidt recibió su cuarta invitación al festival de cine Premio Max Ophüls. La película de 10 minutos trata sobre un matrimonio (interpretado por Julia Becker y Manolo Bertling ) que quieren tener hijos, pero dependen del poder de decisión de una funcionaria ( Anna Böttcher ). Un año después, Fingscheidt completó su formación en dirección con el documental Ohne diese Welt (2017). Se le permitió hacer con un pequeño equipo cinematográfico el retrato de un grupo de menonitas nacidos en Alemania en el norte de Argentina, que rechazan cualquier progreso.  El rodaje duró dos meses.y fue difícil porque Fingscheidt fue abiertamente rechazada en algunos momentos durante su estancia. Además, sólo unos pocos menonitas aceptaron ser filmados. “Al principio, a veces me sentaba con algunos de ellos durante media hora y no decían ni una sola palabra, aunque todavía no habíamos encendido la cámara”,  dijo Fingscheidt.  Sin embargo , Ohne diese Welt se convirtió en el mayor éxito de la cineasta hasta la fecha. Recibió el premio al cine documental en el Festival de Cine Max Ophüls en 2017 y también ganó el premio First Steps Awards en la misma categoría.
En 2019, Fingscheidt fue incluida en la 69.ª edición del concurso por su primer largometraje Systemsprenger. Fue invitada a la Berlinale y allí galardonada con el Premio Alfred Bauer y el Premio del Jurado de los Lectores del Berliner Morgenpost.  La historia sobre una niña de 9 años (interpretada por Helena Zengel) que, como "rompesistemas" titular, atraviesa un camino de sufrimiento entre familias de acogida cambiantes y formación antiagresión,  había recibido varios premios incluso antes de completarse. El guion de Fingscheidt recibió el premio de guion en el Festival Internacional de Cine de Emden-Norderney en 2016 y el premio de guion Thomas Strittmatter y el premio Compagnon Sponsorship del programa Berlinale Talents en 2017. El jurado de la Berlinale, formado por Feo Aladag, Sigrid Hoerner y Johannes Naber, elogió el guion de Fingscheidt como un “escenario opresivo, sensible y minuciosamente investigado sobre nuestro sistema educativo y un alegato conmovedor y humanista a favor de lo 'difícil', lo inconformista, los supuestamente disfuncionales”.  En agosto de 2019, Systemsprenger fue seleccionada como la propuesta alemana para la categoría Óscar a la mejor película internacional en  2020, pero no fue preseleccionada. En los Premios del Cine Alemán 2020, Systemsprenger recibió ocho premios, incluido el Gold Film Award a la mejor película, y Fingscheidt a la mejor dirección y al mejor guion. 
Tras el éxito de Systemsprenger, a Fingscheidt se le confió la dirección de su primer largometraje en inglés en la primavera de 2020. En la producción de Netflix Imperdonable (2021), la actriz estadounidense Sandra Bullock asumió el papel principal de una ex reclusa que lucha por la aceptación de familiares y amigos después de su liberación. La película, que fue coproducida por Bullock, también fue protagonizada por Viola Davis, Vincent D'Onofrio, Jon Bernthal y Richard Thomas. El guion de Christopher McQuarrie se basó en la premiada miniserie británica Unforgiven (2009).   El rodaje en Vancouver, Canadá, tuvo que ser interrumpido debido a la pandemia mundial de COVID-19. 
En 2024, la adaptación literaria de Fingscheidt The Outrun, protagonizada por Saoirse Ronan, fue incluida en la programación de los festivales de cine de Sundance (Sección: Estrenos )  y Berlín (Panorama). 

### Familia
Nora Fingscheidt vive con su familia en Hamburgo. Tiene un hijo. 

## Filmografía
- 2005: Objet trouvé (cortometraje) – dirección
- 2007: Auszeit (cortometraje) – dirección
- 2008: Dorfmatratze (cortometraje) – dirección
- 2008: Fluchtversuch (cortometraje) – dirección
- 2010: Synkope (cortometraje) – dirigido y coescrito con Carl Gerber
- 2011: Zwischen den Zeilens (cortometraje) – dirección
- 2013: Brüderlein – dirigido y coescrito con Carl Gerber
- 2016: Die Lizenz (cortometraje) – dirección
- 2019: Systemsprenger – dirección y guion
- 2021: Imperdonable – Dirección
- 2024: The Outrun – dirección y guion

### Documentales
- 2014: Boulevard's End (cortometraje) - dirección y guion
- 2014: Das Haus neben den Gleisen - codirigida con Simone Gaul
- 2017: Ohne diese Welt - dirección y guion

## Premios
- 2012: Mención de honor en el Filmfest Dresden por Synkope
- 2016: Emden premio al guion por Systemsprenger
- 2017: Premio al documental en el Filmfestival Max Ophüls Preis por Ohne diese Welt
- 2017: First Steps Award por Ohne diese Welt (mejor documental)
- 2017: Kompagnon-Förderpreis del programa Berlinale Talents por Systemsprenger
- 2017: Thomas Strittmatter premio al guion por Systemsprenger
- 2019: Internationale Filmfestspiele Berlin – Alfred-Bauer-Preis y premio del jurado de los lectores del Berliner Morgenpost por Systemsprenger
- 2019: Filmkunstfest Mecklenburg-Vorpommern – Premio Fliegender Ochse por Systemsprenger
- 2019: Molodist Filmfestival Kiew – Premio del jurado ecuménico por Systemsprenger
- 2019: Taipei Film Festival – Hauptpreis por Systemsprenger (Competencia „International New Talent“)
- 2019: Transatlantyk Festival Łódź – Transatlantyk Distribution Award por Systemsprenger (Competencia „New Cinema“)
- 2019: Transilvania International Film Festival – Premio del público por Systemsprenger
- 2019: MFG-Star Baden-Baden por Systemsprenger
- 2019: Günter Rohrbach Filmpreis por Systemsprenger
- 2020: Dos Deutsche Filmpreise por Systemsprenger (mejor dirección y guion)
- 2020: Romy en la categoría Beste Regie Kinofilm por Systemsprenger [16]
- 2020/2021: Beca en la Villa Aurora